# Decyzja o środowiskowych uwarunkowaniach zgody na realizację przedsięwzięcia
Decyzja o środowiskowych uwarunkowaniach zgody na realizację przedsięwzięcia (w skrócie decyzja środowiskowa, DŚU) – decyzja wydawana dla przedsięwzięć mogących zawsze znacząco oddziaływać na środowisko oraz dla przedsięwzięć mogących potencjalnie znacząco oddziaływać na środowisko. Została ona wprowadzona ustawą z dnia 18 maja 2005 o zmianie ustawy – Prawo ochrony środowiska oraz niektórych innych ustaw. Obecnie zasady jej wydawania reguluje ustawa z dnia 3 października 2008 o udostępnianiu informacji o środowisku i jego ochronie, udziale społeczeństwa w ochronie środowiska oraz o ocenach oddziaływania na środowisko.
To decyzja administracyjna, której zadanie polega na takim ukształtowaniu planowanego przedsięwzięcia, aby w możliwie najmniejszym stopniu pogorszyło stan środowiska. W przypadku przedsięwzięć mogących zawsze znacząco oddziaływać na środowisko przed jej wydaniem przeprowadza się ocenę oddziaływania na środowisko, w ramach której inwestor zobligowany jest do sporządzenia raportu o oddziaływaniu przedsięwzięcia na środowisko. Przeprowadzane są też konsultacje społeczne. W przypadku przedsięwzięć mogących potencjalnie znacząco oddziaływać na środowisko ocena oddziaływania na środowisko nie jest obowiązkowa, decyduje o tym organ wydający decyzję o środowiskowych uwarunkowaniach.
Decyzja środowiskowa stanowi obowiązkowy element procesu uzyskiwania pozwoleń administracyjnych na realizację przedsięwzięć mogących znacząco oddziaływać na środowisko. Jest ona pierwszym etapem tego procesu, poprzedzając choćby takie decyzje administracyjne jak:
- decyzja o warunkach zabudowy i zagospodarowania terenu;
- decyzja o pozwoleniu na budowę.

Decyzja środowiskowa wiąże organy wydające późniejsze decyzje w procesie inwestycyjnym, determinując już na samym jego początku wiele istotnych cech planowanego przedsięwzięcia, w tym warunki jego realizacji.